# Данилов, Игорь Борисович
Игорь Борисович Данилов (1916—1989) — советский учёный в области криогенной техники и разделения газов, доктор технических наук, лауреат Сталинской премии (1953) и Ленинской премии (1960).
После окончания МВТУ (1940) работал под руководством академика П. Л. Капицы на 1-м Автогенном заводе в цехе турбо-детандерных установок (ТДУ).
С мая 1941 г. и до последних дней жизни работал в ИФП — Институте физических проблем.
С 1946 г. участник советского атомного проекта.
Доктор технических наук (1963), тема диссертации «Детандерные ожижители гелия».
Соавтор книги:
- Криогеника [Текст] / М. Малков, д-р техн. наук, И. Данилов, д-р техн. наук. — Москва : Знание, 1970. — 46 с. : ил.; 22 см.

Сталинская премия 1953 года — за разработку и промышленное освоение методов выделения и переработки трития.
Ленинская премия 1960 года — за разработку химических технологий производства жидких водорода и дейтерия высокой чистоты.